# Einspruch – Die Show der Rechtsirrtümer
Einspruch! Die Show der Rechtsirrtümer (eigene Schreibweise: Ein§pruch) war eine deutsche Fernsehshow des Privatsenders RTL, die sich von 2009 bis 2011 mit juristischen Irrtümern befasste.

## Konzept
Andrea Kiewel und der Rechtsanwalt Ralf Höcker, der durch die Veröffentlichung mehrerer juristischer Irrtumslexika bekannt wurde, klären im Studio über Rechtsirrtümer auf. Besondere Fälle werden in Form kurzer Einspielfilme aufgearbeitet und die betroffenen Personen werden auch als Studiogäste interviewt. Außerdem haben Zuschauer die Möglichkeit, Fragen einzuschicken.
Zwischendurch folgt mehrmals die Rubrik Hartwich, übernehmen Sie! mit Daniel Hartwich als Außenmoderator. Er testet das Rechtsempfinden und zeigt, ob Leute mit ihrer Ansicht recht behalten. Er überprüft dabei beispielsweise, ob man Zeitungen im Laden durchlesen darf oder ob Einzelhändler zerrissene Geldscheine als Zahlungsmittel akzeptieren. In der Pilotfolge trat auch Hinrich Lührssen auf, der im Rahmen der Sendung Stern TV bereits Erfahrungen als satirischer Außenreporter gesammelt hatte.

## Ausstrahlung
Die Pilotfolge wurde am Mittwoch, den 10. Juni 2009, um 21:15 Uhr ausgestrahlt. Es dauerte jedoch über ein Jahr, ehe die Sendung mit der ersten richtigen Staffel fortgesetzt wurde. Vom 14. Juli 2010 bis zum 11. August wurde die fünf Folgen umfassende Staffel auf dem gleichen Sendeplatz wie 2009 ausgestrahlt. Von der mit sechs Folgen produzierten zweiten Staffel wurden die ersten vier ab dem 23. Februar 2011 ebenfalls am Mittwochabend um 21:15 Uhr ausgestrahlt. Die beiden weiteren Folgen der im Februar 2011 produzierten Staffel wurden schließlich nach einer Pause Ende Juni gesendet.

### Quoten
Die Zuschauerzahlen lagen bei den 14- bis 49-Jährigen um die 1,80 Millionen und damit bei etwa 17 % Marktanteil. Beim gesamten Publikum lag der Marktanteil im Durchschnitt bei etwa 12,5 %. Die Zuschauerzahlen schwankten um die 3,20 Millionen. Damit erreichte die Sendung Quoten unter dem Senderschnitt von RTL. Die erste Folge der zweiten Staffel erreichte mit nur 12,9 % in der Zielgruppe den schwächsten Wert aller bis dato ausgestrahlten Folgen. Auch die zweite Folge musste gegen Fußball antreten und erreichte noch schlechtere Quoten. So wie die beiden vorigen Folgen musste wieder gegen Fußball angetreten werden und so konnte sich die dritte Folge nur leicht steigern.

## Episodenliste
| Nummer (gesamt) | Nummer (Staffel) | Datum           | Zuschauer | Zuschauer       | Marktanteil | Marktanteil     |
| Nummer (gesamt) | Nummer (Staffel) | Datum           | Gesamt    | 14 bis 49 Jahre | Gesamt      | 14 bis 49 Jahre |
| --------------- | ---------------- | --------------- | --------- | --------------- | ----------- | --------------- |
| Pilotfolge      |                  |                 |           |                 |             |                 |
| 1               | 1                | 10. Juni 2009   | 3,28 Mio. | 2,21 Mio.       | 13,1 %      | 20,4 %          |
| Staffel 1       |                  |                 |           |                 |             |                 |
| 2               | 1                | 14. Juli 2010   | 3,28 Mio. | 1,83 Mio.       | 13,1 %      | 17,7 %          |
| 3               | 2                | 22. Juli 2010   | 3,22 Mio. | 1,80 Mio.       | 12,4 %      | 17,1 %          |
| 4               | 3                | 28. Juli 2010   | 3,34 Mio. | 1,86 Mio.       | 11,8 %      | 16,3 %          |
| 5               | 4                | 4. August 2010  | 3,56 Mio. | 2,08 Mio.       | 12,6 %      | 17,9 %          |
| 6               | 5                | 11. August 2010 | 3,56 Mio. | 1,94 Mio.       | 12,3 %      | 16,9 %          |

| Nummer (gesamt) | Nummer (Staffel) | Datum            | Zuschauer | Zuschauer       | Marktanteil | Marktanteil     |
| Nummer (gesamt) | Nummer (Staffel) | Datum            | Gesamt    | 14 bis 49 Jahre | Gesamt      | 14 bis 49 Jahre |
| --------------- | ---------------- | ---------------- | --------- | --------------- | ----------- | --------------- |
| 7               | 1                | 23. Februar 2011 | 3,03 Mio. | 1,75 Mio.       | 9,1 %       | 12,9 %          |
| 8               | 2                | 2. März 2011     | 2,74 Mio. | 1,70 Mio.       | 8,3 %       | 12,3 %          |
| 9               | 3                | 9. März 2011     | 2,80 Mio. | 1,70 Mio.       | 8,7 %       | 13,2 %          |
| 10              | 4                | 16. März 2011    | 3,85 Mio. | 2,19 Mio.       | 12,3 %      | 17,2 %          |
| 11              | 5                | 22. Juni 2011    | 3,26 Mio. | 1,67 Mio.       | 11,2 %      | 14,2 %          |
| 12              | 6                | 29. Juni 2011    | 3,26 Mio. | 1,76 Mio.       | 11,2 %      | 14,9 %          |
| 13              | 7                | 6. Juli 2011     | 3,17 Mio. | 1,58 Mio.       | 11,1 %      | 13,6 %          |

## Kritik
„… so blöde, dass es fast justitiabel ist […] mit der rechtswidrig bekloppten Sendung […] schön, dass eine wegen Schleichwerbung vom ZDF geschasste Moderatorin jetzt für RTL wieder in Aktion tritt – in den juristischen Grauzonen des Alltags. Dort sponsert ihren Auftritt jetzt völlig legal eine Rechtsschutzversicherung. Diese Frau also klärt jetzt auf, was man darf und was nicht […] Dass derlei Alltagswissen mittlerweile furchtbar unterhaltsam rübergebracht werden muss, lässt sich nur beklagen aber nicht verklagen. ‚Service Comedy‘, heißt das zugehörige Fachwort der TV-Branche. Im Fall von ‚Ein§pruch‘ bedeutet das, dass ein so genannter Comedian namens Daniel Hartwich mit versteckter Kamera herumzieht und mit ‚Knöllchentricks‘ versucht, Politessen zu foppen. So muss das wohl sein. Aber verstößt solcher Nonsense nicht doch gegen irgendein Recht, das wir haben, aber noch gar nicht kennen. Darin besteht doch wohl die Crux: Solche Sendungen bedienen neben allem Entertainment nur die verbreitete Rechthaberei.“

„Will man eine Help-Sendung moderieren, so sollte das logischerweise einen gewissen Grad an Kompetenz, vor allem in dem zu Grunde liegenden Sachbereich, erfordern. Schließlich besteht der Zweck des Konzepts ja hauptsächlich in der Information. Ganz anderer Auffassung scheint man hier allerdings bei RTL bezüglich «Einspruch», der Show der Rechtsirrtümer, zu sein. Anders lässt es sich nämlich nicht erklären, wie eine Sendung über juristische Sachverhalte in den Aufgabenbereich von Moderatorin Andrea Kiewel, der schunkelnden Fernsehgärtnerin, fallen kann, die angesichts der ersten beiden Ausgaben so viel Ahnung von Jura hat wie ein durchschnittlich begabtes Schwein von der Fliegerei […] Andrea Kiewel ist in der Show schlichtweg überflüssig. Ihre Witze zünden nicht, ihre Kommentare sind redundant sondersgleichen und ihr penetrantes «Fernsehgarten»-Gewese ist für das eigentlich seriöse Sujet äußerst unangemessen. Dabei ist sie jedoch nicht das einzige Problem des Konzepts. Dass man mit «Einspruch» einen Begriff als Titel wählte, der in deutschen Gerichtssälen in etwa ebenso häufig fällt wie, dreifacher Bandscheibenvorfall im Nackenwirbelbereichʼ gibt der Show von Anfang an keinen wirklich seriösen Touch.“